# Kopozitivna matrika
Kopozitivna matrika je realna matrika, za katero velja
{\displaystyle x^{T}Ax\geq 0}
za vsak  nenegativni vektor, za katerega velja
{\displaystyle x\geq 0}
Kopozitivne matrike se uporabljajo v ekonomiki, operacijskih raziskavah in statistiki.